# Fragile (àlbum de Yes)
Fragile és el quart àlbum del grup britànic de rock progressiu Yes. Se'l coneix principalment per la cançó "Roundabout", que va ser llançada com a single als Estats Units en una versió editada. Aquest fou el primer àlbum de Rick Wakeman amb Yes, i el primer llançament de l'agrupació que va arribar als primers deu llocs en vendes a banda i banda de l'Atlàntic.
Fragile eixí a la venda en el Regne Unit el novembre de 1971. El seu llançament a Amèrica del Nord va ser retardat dos mesos per a aprofitar així la popularitat aconseguida pel predecessor The Yes Album.
A diferència dels primers llançaments de Yes, aquest àlbum posa en primer pla les capacitats interpretatives de cada component com a solista. "Cans and Brahms" és una peça de Johannes Brahms arranjada per Rick Wakeman; "We Have Heaven" és una peça de Jon Anderson, en el qual el vocalista interpreta múltiples parts vocals sobreposades (una tècnica que després usaria en el seu primer disc com a solista Olias of Sunhillow); d'altra banda, "Five Per Cent For Nothing", "The Fish" i "Mood For A Day" són els treballs de Bill Bruford, Chris Squire i Steve Howe, respectivament. La resta de les cançons compten amb la participació de tot el grup.
Una versió de l'àlbum en DVD-Àudio va ser llançada el 2002, incloent-hi so Dolby Digital, barreja DTS surround i altres característiques addicionals.

## Llista de cançons
1. "Roundabout" (Jon Anderson/Steve Howe) - 8:33
2. "Cans And Brahms" (Johannes Brahms, Arr. Rick Wakeman)- 1:38
3. "We Have Heaven" (Jon Anderson) - 1:40
4. "South Side Of The Sky" (Jon Anderson/Chris Squire) - 7:58
5. "Five Per Cent For Nothing" (Bill Bruford) - 0:35
6. "Long Distance Runaround" (Jon Anderson) - 3:30
7. "The Fish (Schindleria Praematurus)" (Chris Squire) - 2:39
8. "Mood For A Day" (Steve Howe) - 3:00
9. "Heart Of The Sunrise" (Jon Anderson/Chris Squire/Bill Bruford) - 11:27
  - Inclou una repetició de "We Have Heaven" al final del disc.

Fragile (Atlantic 2401 019) va arribar el #7 en les llistes de popularitat del Regne Unit. Als Estats Units va arribar el #4, amb una durada en la llista de 46 setmanes.
Fragile va ser remasteritzat i llançat el 2003 amb cançons addicionals.

## Integrants
- Jon Anderson: vocals
- Chris Squire: baix, vocals
- Steve Howe: guitarra elèctrica i acústica, vocals
- Rick Wakeman: òrgan, piano (elèctric i clave), melotró i sintetitzador
- Bill Bruford: bateria, percussions